# NGC 663
NGC 663 (také známá jako Caldwell 10) je mladá otevřená hvězdokupa v souhvězdí Kasiopeji o hodnotě magnitudy 7,1. Obsahuje přibližně 400 hvězd a její úhlový rozměr je 15 obloukových minut. Za velmi dobrých podmínek je možné ji zahlédnout pouhým okem, v triedru může být vidět i několik jejích nejjasnějších hvězd, ale nejlepší pohled na ni je v dalekohledu. Některé prameny jí přisuzují větší jasnost než je běžně uváděná magnituda 7,1.

## Pozorování

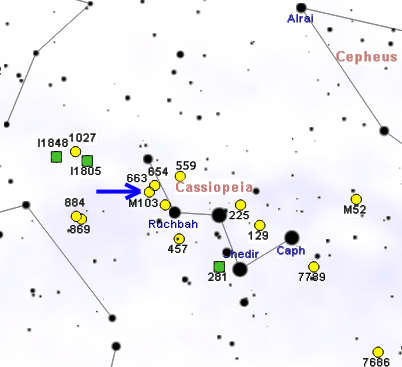
Poloha NGC 663 v souhvězdí Kasiopeji

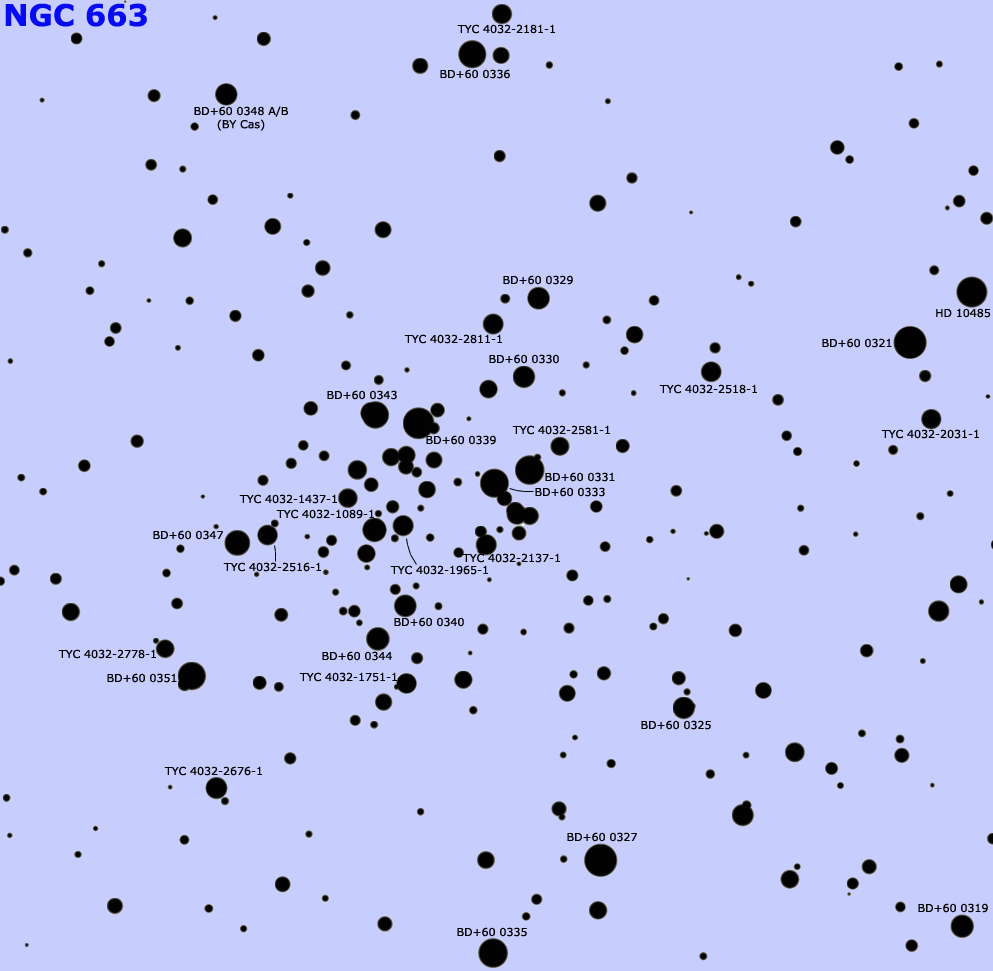
Podrobná mapa hvězd v NGC 663.

Hvězdokupa se nachází 2° severovýchodně od hvězdy δ Cassiopeiae s magnitudou 2,7. Je viditelná triedrem 10x50 jako jasný kroužek obklopený ze čtyř stran hvězdami s magnitudami 8 až 9. K rozložení středu hvězdokupy na jednotlivé hvězdy je zapotřebí použít větší přístroj, který ukáže hvězdy jedenácté a dvanácté magnitudy. Amatérský hvězdářský dalekohled o průměru 100 až 120 mm dokáže hvězdokupu úplně rozložit a již při zvětšení 70x je možné napočítat několik desítek hvězd. Ještě větší dalekohledy hvězdokupu rozloží mnohem lépe a jednotlivé hvězdy jsou v nich dostatečně oddělené.
NGC 663 má velkou severní deklinaci, proto je na velké části severní polokoule cirkumpolární, a to až po severní subtropické oblasti. I když největší výšky nad obzorem na večerní obloze dosahuje od září do prosince, na velké části severní polokoule zůstává viditelná celou noc. Naopak na jižní polokouli je viditelná pouze od rovníku po obratník Kozoroha a k němu přilehlé jižnější oblasti.

## Historie pozorování
Hvězdokupu objevil William Herschel 3. listopadu 1787 spolu s dalšími blízkými otevřenými hvězdokupami během svého pozorování oblohy pomocí zrcadlového dalekohledu o průměru 18,7 palce (475 mm). Popsal ji takto: „krásná hvězdokupa tvořená docela jasnými hvězdami, o průměru skoro 15′, značně bohatá.“
Jeho syn John ji později znovu pozoroval a zařadil ji do svého katalogu mlhovin a hvězdokup General Catalogue of Nebulae and Clusters pod číslem 392.

## Vlastnosti
Nejjasnější hvězdy jsou soustředěné v severní části hvězdokupy, kdy dvojice hvězd osmé magnitudy a dvojice hvězd deváté magnitudy vytváří dva trsy vystupující mezi méně jasnými hvězdami.
Po úpravě spektra kvůli červenání způsobenému mezihvězdným prachem je její modulus vzdálenosti odhadován na 11,6 magnitud. Od Země je vzdálená zhruba 2 420 parseků (7 900 světelných let) a její odhadované stáří je 20 až 25 milionů let.
To znamená, že hvězdy spektrální třídy B2 nebo těžší se již blíží ke konci života v hlavní posloupnosti.
Při pohledu ze Země se 300 parseků za hvězdokupou nachází molekulární mračno, které není s hvězdokupou spojeno, ale tlumí jas hvězd na pozadí hvězdokupy.
Tato hvězdokupa je zvláštní svým vysokým počtem hvězd typu Be, celkem jich zde bylo nalezeno 24. Jsou to hvězdy spektrální třídy B, které mají ve spektru emisní čáry vodíku. Většina hvězd typu Be v této hvězdokupě patří do třídy B0 až B3. Jeden pravděpodobný člen hvězdokupy, hvězda LS I +61° 235, je dvojhvězda tvořená hvězdou typu Be a rentgenovou hvězdou, jejichž perioda oběhu je zhruba 3 roky.
Ve hvězdokupě se také nachází alespoň 5 modrých opozdilců, což jsou hvězdy vytvořené spojením dvou hvězd. Dva hvězdné systémy ve hvězdokupě jsou pravděpodobně zákrytové dvojhvězdy s periodou 0,6 a 1,03 dne.
Na okraji NGC 663 se také nachází dva červení veleobři.
NGC 663 je možným členem hvězdné asociace Cassiopeia OB8, která se nachází v rameni Persea v Mléčné dráze, spolu s otevřenými hvězdokupami NGC 654, NGC 659, Messier 103 a několika hvězdnými veleobry rozptýlených mezi nimi. Všichni členové této asociace mají podobné stáří a vzdálenost od Země.